# 1389
| 1389               |
| ------------------ |
| Dødsfald - Fødsler |
| • Begivenheder     |

| Gregoriansk kalender | 1389 MCCCLXXXIX         |
| Ab urbe condita      | 2142                    |
| Armensk kalender     | 838 ԹՎ ՊԼԸ              |
| Kinesiske kalender   | 4085 – 4086 戊辰 – 己巳 |
| Etiopisk kalender    | 1381 – 1382             |
| Jødisk kalender      | 5149 – 5150             |
| Hindukalendere       |                         |
| - Vikram Samvat      | 1444 – 1445             |
| - Shaka Samvat       | 1311 – 1312             |
| - Kali Yuga          | 4490 – 4491             |
| Iransk kalender      | 767 – 768               |
| Islamisk kalender    | 791 – 792               |

Regent i Danmark: Margrete 1. 1387-1412 og senere formelt Erik 7. af Pommern 1396-1439
Se også 1389 (tal)

## Begivenheder
- 24. februar – Margrethe 1.'s hær besejrer Albrecht af Mecklenburgs hær ved Slaget ved Åsle og Margrethe bliver derved Sveriges regent, da Albrecht tages til fange.
- Påsken – I Josefov, den mindste bydel i Prag, fandt en af de værste pogromer (jødeforfølgelser) sted, hvor over 3.000 mennesker omkom i en massakre.
- 28. juni - Slaget på Solsortesletten i Kosovo.
- 2. juli – Pave Urban VI gør dagen til helligdag: Maria besøgelsesdag. Til minde om Marias besøg hos Elisabeth, der skulle føde sin søn, Johannes Døberen.
- Pave Bonifatius IX indsættes.
- Erik af Pommern udråbt til konge af Norge.
- Vulkanen Hekla på Island har udbrud.

## Født
- 27. september – Cosimo de' Medici, en italiensk bankmand, politiker og mæcen i bystaten Firenze.

## Dødsfald
- Pave Urban VI.